# Kraljica noći (2001.)
Kraljica noći, hrvatski dugometražni film iz 2001. godine.